# Karolina Kózka
Blahoslavená Karolina Kózka („Kózkówna“) [kuzka, kuzkuvna] (2. srpna 1898 Wał-Ruda – 18. listopadu 1914 Wał-Ruda) byla polská panna a mučednice.

## Život

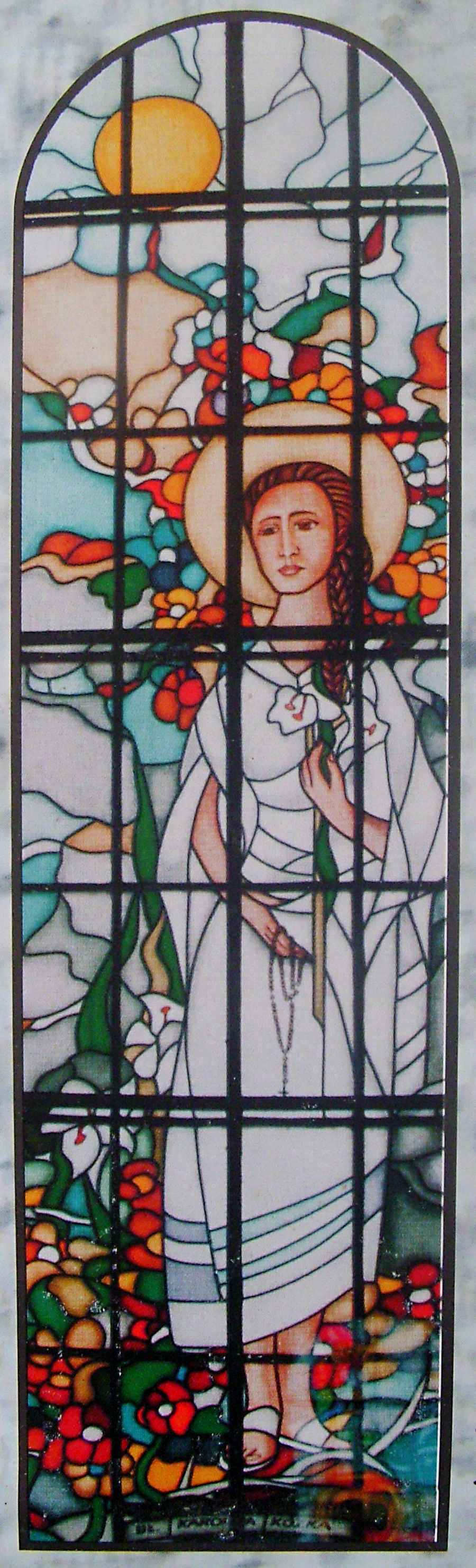
Vitráž

Narodila se jako čtvrté z jedenácti dětí do chudé rodiny. Pět dní po narození byla pokřtěna ve farním kostele sv. Jana Křtitele v Radłówě.
Karolina Kózka prožila celý svůj život v rodné vísce. Hluboce zbožná dívka se podílela na řadě aktivit křesťanských laiků (Apoštolství modlitby, Bratrstvo zdrženlivosti, Živý růženec), pomáhala též při provozu vesnické čítárny.
Na počátku první světové války se jí zmocnil ruský voják, který ji odvlekl do lesa, kde se ji pokusil znásilnit. Dívka se urputně bránila a pokoušela se utéci, což nakonec vyústilo v to, že ji rozzuřený neúspěšný násilník brutálně ubil šavlí. Její tělo bylo objeveno 4. prosince téhož roku, pohřbena je v Zabawě.

## Po smrti
Pohřbu dívky se zúčastnilo na tři tisíce lidí a neoficiální kult mladé mučednice se začal šířit Polskem. Biskupové Jan Stepa a Jerzy Ablewicz iniciovali oficiální beatifikační proces, který byl zahájen v roce 1965. Dne 30. června 1986 byl přijat dekret o Karolinině mučednictví a 10. června 1987 ji papež sv. Jan Pavel II. během své návštěvy v Tarnowě prohlásil za blahoslavenou, katolická církev slaví její památku ve výroční den její smrti, tj. 18. listopadu.
Je patronkou řešovské diecéze, Katolického sdružení mladých a Hnutí čistých srdcí.
Na počátku třetího tisíciletí se v Polsku ujal tzv. prsten blahoslavené Karoliny – polskými katolíky oblíbená podoba prstenu cudnosti.